# Advanced Authoring Format
Pour les articles homonymes, voir AAF.
L'Advanced Authoring Format ou AAF (en français Format d'édition avancé), est un format d’échange de fichiers numériques multimédia, utilisé en postproduction vidéo, pour la fabrication d'un produit multimédia. Très utile pour le montage son d'un film, il a été conçu par l' Advanced Media Workflow Association (anciennement AAF Association), une association de fabricants pour régler les problèmes d'interopérabilité entre systèmes, indépendamment de l'origine des fichiers. 
Le format AAF a plusieurs avantages:
- Les relations complexes y sont décrites en termes de modèle d'objet.
- Il facilite l'échange de métadonnées et de programme.
- Il permet de suivre l'historique d'un élément de programme, depuis sa source jusqu’à l’étape finale.
- Il permet le traitement en aval (avec le matériel adéquat).
- Il fournit un moyen pratique d’archivage final de tous les éléments d'un projet.
- Il permet au choix d'embarquer ou non les essences (média).

L’AAF, en préservant les références de source et en créant un historique des décisions prises, permet de simplifier le flux de travail et d’améliorer la gestion de projet.
L'AAF Association, le (en) Forum Pro-MPEG (it),  et  La Society of Motion Picture and Television Engineers (SMPTE), s'associent pour trouver des solutions de convergence entre les formats AAF et MXF. Les problèmes sont complexes et impliquent les échanges et la circulation des médias dans l'ensemble de la post-production Audiovisuelle et de distribution.

## Note
1. ↑  (en) « Advanced Media Workflow Association », sur amwa.tv (consulté le 15 octobre 2017)
2. ↑  Avid, BBC, CNN, Autodesk, Ascent Media, Matrox, Microsoft, Pinnacle Systems, Quantel, Sony, Turner Entertainment Networks, National Geospatial-Intelligence Agency[réf. nécessaire]